# Trâu Dung
Trâu Dung (chữ Hán: 鄒容 bính âm: Zōu Róng, Wade-Giles: Tsou Jung; 1885 – 1905) tên thật là Thiệu Đào, tên khác là Quế Văn, tên tự Úy Đan, người huyện Ba tỉnh Tứ Xuyên (nay là Trùng Khánh), là nhà tuyên truyền cách mạng nổi tiếng Trung Quốc thời cận đại, tác giả cuốn Cách mạng quân.

## Tiểu sử
Trâu Thiệu Đào sinh năm 1885 tại huyện Ba tỉnh Tứ Xuyên, xuất thân trong gia đình tư bản thương nghiệp có tổ tiên quê ở Mai Châu, Quảng Đông. Thuở thiếu thời vào học trường Trung học Quảng Ích do Hội Ái hữu Kitô giáo Luân Đôn nước Anh (còn gọi là phái Quaker) thành lập năm 1892, là học sinh tốt nghiệp khóa đầu tiên. Ngay từ khi còn nhỏ đã rất hiếu học, đọc nhiều sách báo, tiếp thu được ảnh hưởng của các nhà tư tưởng chống chủ nghĩa chuyên chế phong kiến trong lịch sử, quyết tâm không đi theo con đường khoa cử.
Năm 1902, ông qua Nhật Bản du học tự túc, đậu vào trường Koubun Tokyo (Đông Kinh Đồng Văn thư viện), khởi đầu tham gia phong trào cách mạng, cũng chính trong thời gian này đã đổi tên thành Trâu Dung. Năm 1903, do cùng các bạn học Trương Kế, Trần Độc Tú cắt phăng bím tóc của đốc học chính phủ nhà Thanh Diêu Văn Phủ nên bị đuổi về nước. Sau tới Thượng Hải sáng lập Quốc Dân công hội, kết giao với các chí sĩ cách mạng Chương Thái Viêm, Chương Sĩ Chiêu, tích cực tham gia phong trào chống Nga và hoạt động tuyên truyền tư tưởng cách mạng trong Ái quốc Học xã. Cùng năm đó, ông đã bắt tay vào viết cuốn sách được xuất bản nhan đề Cách mạng quân (革命軍) ký tên là Trâu Dung - Lính đi đầu đoàn quân cách mạng và Lưu huyết cách mạng (流血革命), nội dung chủ yếu nhằm hô hào bài Mãn phản Thanh, kêu gọi nhân dân vùng dậy làm cách mạng, diệt trừ hoàng đế nhà Thanh cùng Mãn tộc, kiến lập "nước Cộng hòa Trung Hoa" độc lập tự do.
Không may, xảy ra vụ Tô Báo, chính phủ Mãn Thanh bèn phát lệnh truy nã Trâu Dung và Chương Thái Viêm. Trớ trêu thay, do Trâu Dung sống trong khu Tô giới nước ngoài tại Thượng Hải nên nhà Thanh không có quyền xử án. Thay vào đó, họ đề nghị Sở Tư pháp Tô giới Thượng Hải bắt giữ ông. Ít lâu sau, Trâu Dung bị khu Tô giới kết án hai năm tù giam, chịu cảnh đày đọa 70 ngày thì ốm chết trong tù vào tháng 4 năm 1905, khi ấy mới 20 tuổi.

## Di sản
Cách mạng quân từng gây chấn động một thời trong giới du học sinh, có ảnh hưởng rất lớn đến hậu thế, là một tác phẩm nổi tiếng trong và ngoài nước, bán được hơn một triệu bản, một trong số sách báo cách mạng được lưu hành rộng rãi nhất vào cuối thời Thanh, đối với việc truyền bá tư tưởng cách mạng có đóng góp rất lớn. Lỗ Tấn rất kính trọng và đánh giá cao Trâu Dung vì trong khoảng thời gian du học tại Nhật đã từng đọc Cách mạng quân, được tác phẩm này giáo dục và khích lệ rất nhiều. Về sau, khi so sánh Cách mạng quân với những áng thơ văn yêu nước khác, Lỗ Tấn đã đánh giá quyển sách này rất cao: "Nếu nói đến ảnh hưởng, thì hàng trăm hàng vạn lời cũng không bì được với Cách mạng quân - quyển sách dễ hiểu do Trâu Dung, người lính nhỏ trong hàng quân cách mạng viết." Tưởng Giới Thạch, Hồ Thích thời trẻ đã từng xem đi xem lại sách này rất nhiều lần. Ngày 29 tháng 3 năm 1912, sau khi cách mạng Tân Hợi thành công, Đại Tổng thống lâm thời Trung Hoa Dân Quốc Tôn Trung Sơn đã truy tặng Trâu Dung là Đại tướng quân Lục quân. Tháng 12 năm 1943, chính quyền thành phố Trùng Khánh đã cho đổi tên đường Tân Sinh trong nội ô thành đường Trâu Dung. Tháng 6 năm 1946, Trùng Khánh quyết định dựng bia tưởng niệm liệt sĩ Trâu Dung trong công viên khu nam thành phố.